# Catherine Lewertowski
Catherine Lewertowski est médecin et chargée de mission à la Fondation de France (en 1998). Elle a publié plusieurs ouvrages, en particulier Les enfants de Moissac, 1939-1945

## Biographie
Catherine Lewertowski est médecin et chargée de mission à la Fondation de France (en 1998), spécialiste en clinique transculturelle. Elle est actuellement Responsable de circonscription PMI, au sein du Conseil départemental de la Seine-Saint-Denis.

## Publications
- Catherine Lewertowski. Morts ou Juifs. La Maison de Moissac, 1939-1945. Préface de Boris Cyrulnik. Paris : Flammarion , 2003[3],[4]
- Catherine Lewertowski & Serge Bouznah. Le Centre clinique de consultation interculturelle au service des équipes spécialisées de lutte contre la douleur de la région Ile de France.En collaboration avec la Fondation Rothschild. L'Autre 2007/2 (Volume 8)[5]
- Catherine Lewertowski. Les enfants de Moissac, 1939-1945. Préface de Boris Cyrulnik. Paris : Flammarion , 2009[6]
- Catherine Lewertowski. Papi Nougat n'est pas mort. Paris : l'Harmattan , 2014
- Serge Bouznah &   Catherine Lewertowski.   Quand les esprits viennent aux médecins. 7 récits pour soigner. Paris: In press , 2013[7]
- Tobie Nathan &  Catherine Lewertowski.   Soigner. Le virus et le fétiche. Paris : Odile Jacob , 1998